# Ликвидация юридического лица
Ликвидация юридического лица — прекращение существования юридического лица. Ликвидация юридического лица влечёт утрату им гражданской правоспособности.
Ликвидация юридического лица также рассматривается как юридическая процедура, процесс, порядок осуществления которой определен законом.

## В России

### Понятие ликвидации юридического лица
В соответствии со статьей 61 Гражданского Кодекса Российской Федерации, ликвидация юридического лица означает его прекращение без перехода прав и обязанностей в порядке правопреемства к другим лицам за исключением случаев, предусмотренных законом.

### Виды ликвидации юридического лица
Условно все основания ликвидации юридического лица можно разделить на две большие группы: добровольные и принудительные. В первом случае ликвидация происходит по решению учредителей компании, во втором — по решению суда. Судебное производство в таком случае возбуждается по заявлению уполномоченного государственного органа или органа местного самоуправления. В зависимости от конкретного основания ликвидации, будет различаться и перечень субъектов, обладающих правом на подачу соответствующего иска.

#### Принудительная ликвидация юридического лица
Гражданский кодекс Российской Федерации содержит лишь примерный перечень оснований для ликвидации юридического лица. К таковым можно, в частности, отнести:
1. Нарушение закона при создании юридического лица в случае, если такие нарушения носят неустранимый характер.
2. Осуществление деятельности без соответствующей лицензии.
3. Грубые или неоднократные нарушения действующего российского законодательства.
4. Нарушение некоммерческой организацией цели её создания.

Данный перечень не является исчерпывающим. Отдельные законодательные акты содержат иные основания для принудительной ликвидации юридического лица. В частности, к таковым можно отнести нарушение юридическим лицом законодательства об обороте наркотиков и психотропных веществ, о стоимости чистых активов и др.

#### Добровольная ликвидация юридического лица
Ликвидируется по решению его участников или органа юридического лица, уполномоченного на то учредительными документами.

#### Принятие решения о ликвидации юридического лица
Добровольная ликвидация юридического лица начинается с принятия соответствующего решения. Оно принимается либо учредителями компании, либо прочими органами, уполномоченными на то уставом. Главное, чтобы такое решение было принято и оформлено в соответствии с действующим законодательством РФ.
Например, ликвидация акционерного общества может быть осуществлена лишь при условии её одобрения не менее ¾ голосов общего собрания акционеров.
После принятия и оформления надлежащим образом решения о ликвидации, в течение трёх дней нужно уведомить об этом регистрирующий (налоговый) орган. Нарушители этого правила могут быть привлечены к административной ответственности в виде штрафа в размере пяти тысяч рублей.
К указанному уведомлению прилагается также решение о ликвидации. Получив данные документы регистрирующий (налоговый) орган, вносит соответствующие сведения в ЕГРЮЛ и выдает соответствующее Свидетельство.
С этого момента запрещено вносить любые изменения в учредительные документы. Кроме того, теперь ликвидируемая компания не может выступать в качестве учредителя прочих юридических лиц.

##### Ликвидационная комиссия
Учредители или орган, который принял решение о ликвидации юридического лица, должны получить одобрение со стороны регистрирующего (налогового) органа. Для этого ему направляется Уведомление о формировании ликвидационной комиссии юридического лица, назначении ликвидатора. Регистрирующий (налоговый) орган вносит в ЕГРЮЛ сведения о создании ликвидационной комиссии и выдает представителю юридического лица соответствующее свидетельство, а также выписку из ЕГРЮЛ.
Следующим шагом станет уведомление банка о составе ликвидационной комиссии. Кредитная организация должна будет переоформить подпись в учётной карточке на председателя комиссии, а также на того, кто ответственен за оформление бухгалтерской документации на время ликвидации.
В состав ликвидационной комиссии, как правило, входит руководитель компании, некоторые её работники (юрист, экономист, бухгалтер и так далее), её учредители.
Относительно состава ликвидационной комиссии в литературе высказано мнение, что наличие в её составе заинтересованных лиц (учредителей или руководителя юридического лица и других работников и/или иных заинтересованных в исходе ликвидации лиц) является обстоятельством, способствующим ущемлению прав кредиторов юридического лица, поскольку ликвидационная комиссия зачастую действует только в интересах учредителей юридического лица. Решение проблемы видится в развитии правового регулирования института ликвидационной комиссии на основе принципа независимости.

##### Официальное объявление о ликвидации юридического лица
Закон возлагает на юридическое лицо обязанность официально объявить о предстоящей ликвидации. Делается это для того, чтобы все кредиторы имели возможность предъявить свои требования к ликвидируемой компании. Для этого нужно дать объявление в журнал «Вестник государственной регистрации», уполномоченную публиковать подобного рода сведения.
Если речь идет об очень большом предприятии, то объявление о его ликвидации публикуется в журнал «Вестник государственной регистрации». В совсем исключительных случаях объявления о ликвидации организации печатаются в «Вестнике Высшего Арбитражного суда РФ».
Текст информационного сообщения о принятии решения о ликвидации юридического лица в Журнале включает следующие обязательные сведения:
1. Полное наименование юридического лица, принявшего решение о ликвидации;
2. Основной государственный регистрационный номер (ОГРН) указанного юридического лица;
3. Идентификационный номер налогоплательщика (ИНН), код причины постановки на учёт (КПП) указанного юридического лица
4. Адрес (место нахождения) указанного юридического лица;
5. Сведения о принятом решении о ликвидации: орган, принявший решение о ликвидации;
6. Дата и номер принятого решения;
7. Порядок, сроки, адрес, телефон для заявления требований кредиторов

Комплект необходимых документов для опубликования сообщения о ликвидации в журнале «Вестник государственной регистрации»
1. Бланк-заявка, заверенная печатью организации и подписью председателя ликвидационной комиссии — 2 экз.
2. Копия решения о ликвидации и назначении ликвидационной комиссии, заверенная печатью организации и подписью председателя ликвидационной комиссии — 1 экз.
3. Платежный документ: платежное поручение с отметкой банка об исполнении (можно ксерокопию) квитанция Сбербанка, другого коммерческого банка, приходный ордер, чек (обязательно оригинал!)
4. Сопроводительное письмо, заверенное печатью организации и подписью председателя ликвидационной комиссии. Сопроводительное письмо является документом, который содержит: перечень предоставляемых документов на публикацию, адрес доставки журнала (при оплате экземпляра журнала), а также документом, на основании которого оформляются и отправляются бухгалтерские документы — 2 экз.
5. Доверенность — в случае подачи сообщения доверенным лицом — 1 экз. Доверенность при подаче сообщения о ликвидации выдается за подписью председателя ликвидационной комиссии (ликвидатора) или иного лица, уполномоченного на это его учредительными документами, с приложением печати этой организации. Если заявка на публикацию представлена лицом, действующим по Вашей доверенности, представительство примет нотариально заверенную копию подобной доверенности, либо копию, предварительно сличив её с оригиналом. Доверенность составляется в соответствии с нормами действующего законодательства Российской Федерации.

- В случае отсутствия печати организации Юридическое лицо обязано предоставить выписку из ЕГРЮЛ (дата выдачи не более двух недель) (п.22, Постановления Правительства РФ № 438 от 19.06.2002 г.)

##### Уведомление работников ликвидируемой компании и службы занятости
О предстоящей ликвидации работников компании письменно уведомляют не менее чем за два месяца до предстоящего увольнения. При наличии на предприятии профсоюзного органа, он также должен быть уведомлен о предстоящем массовом высвобождении работников. Сделать это нужно не позднее чем за три месяца.
Уведомление о массовом увольнении отправляется также и в службу занятости того населённого пункта, где расположена ликвидируемая компания. Не позднее чем за два месяца до предстоящего увольнения туда направляются персональные сведения о каждом из сотрудников: об их профессии, специальности, квалификацию, а также о размере их оплаты труда. Если среди увольняемых служащих имеются кредиторы первой очереди, то об этом тоже необходимо сообщить на биржу труда.
В соответствии с действующим трудовым законодательством ликвидируемая компания обязана оплатить заработную плату каждому из сотрудников до момента увольнения, а также выплатить им выходное пособие. Кроме того, за работниками сохраняется заработная плата и на время их дальнейшего трудоустройства (на срок от двух до трёх месяцев). Также на этот период за ними также сохраняются и другие льготы и пособия.
14 февраля 2019 года Минтруд России опубликовал законопроект, в котором предлагается выплачивать работникам выходное пособие в размере двукратного среднего заработка в случае ликвидации организации, а работникам ликвидируемых организаций, расположенных в районах Крайнего Севера и приравненных к ним местностях — в размере трёхкратного среднего заработка. На сегодняшний день в России увольняемому работнику при ликвидации предприятия выплачивается выходное пособие в размере среднего месячного заработка.

##### Уведомление каждого кредитора лично
Подача объявления в газету о предстоящей ликвидации, не освобождает ликвидационную комиссию от обязанности уведомлять каждого кредитора персонально. Для этих целей им направляется письменное сообщение о предстоящей ликвидации с указанием срока для заявления своих требований. Этот срок не может быть менее двух месяцев. Его пропуск без уважительных причин означает, что требования такого кредитора будут удовлетворены после требований кредиторов, подавших заявление вовремя.

##### Налоговая проверка, проверки со стороны прочих государственных органов
Согласно действующему законодательству, ликвидируемая организация может быть подвергнута выездной налоговой проверке. Как правило, налоговики проверяют ликвидируемую компанию в течение двух-трех месяцев.
В случае выявления фискальным органом недоимок по налогам, он вынесет решение о привлечении налогоплательщика к налоговой ответственности. Ликвидируемая компания должна будет оплатить не только все долги в бюджет, но также и пени, и штрафы. Однако она имеет право обжаловать решение налогового органа в судебном порядке.
Кроме того, ликвидируемое юридическое лицо должно также урегулировать все вопросы с внебюджетными фондами — Фондом занятости, ФСС (Фондом социального страхования), Пенсионным фондом. Каждая из указанных организаций имеет право назначить свою проверку деятельности юридического лица, находящегося в стадии ликвидации.

##### Выявлениедебиторской задолженности
Для того чтобы у компании были деньги на удовлетворение требований кредиторов, ей необходимо взыскать задолженность со своих должников. С этой целью ликвидационная комиссия проводит претензионную и судебную работу с ними. Вместе с тем, она не имеет право требовать выплаты по обязательствам, срок исполнения по которым ещё не наступил. Также ликвидируемая компания должна провести сверку расчетов с каждым из должников.

##### Составление промежуточного ликвидационного баланса
По истечении двух месяцев с момента опубликования объявления о начале ликвидации, комиссия составляет промежуточный ликвидационный баланc. Законодательство не устанавливает форму промежуточного ликвидационного баланса, поэтому как правило он составляется по форме обычного бухгалтерского баланса. К этому времени уже известны все кредиторы юридического лица. В промежуточном ликвидационном балансе отражаются данные обо всем имуществе организации, а также о заявленных требованиях кредиторов и результатах их рассмотрения. Правом утверждения промежуточного ликвидационного баланса обладают учредители (участники) юридического лица или иной орган, принявший решение о его ликвидации.
Как и в остальных случаях, об этом шаге необходимо сообщить в регистрирующий (налоговый) орган. С этой целью подается Уведомление о составлении промежуточного ликвидационного баланса юридического лица по форме, утверждённой Правительством РФ. Одновременно подается и сам промежуточный ликвидационный баланс. Налоговый орган, в свою очередь, вносит запись о его утверждении в ЕГРЮЛ и выдает ликвидируемой организации соответствующее свидетельство и выписку из ЕГРЮЛ.

##### Инвентаризация
В процессе ликвидации юридического лица также проводится инвентаризация его имущества и (или) обязательств. Данное мероприятие осуществляется на основании Федерального закона «О бухгалтерском учете».

##### Погашение требований кредиторов. Очередность
После выездной налоговой проверки ликвидационная комиссия должна приступить к выплатам кредиторам. Гражданский кодекс РФ устанавливает очередность, в которой это следует делать.
К кредиторам первой очереди относятся те, перед которыми у ликвидируемой компании есть обязательства, возникшие из причинения вреда жизни и здоровью, а также морального вреда.
Ко второй очереди относятся кредиторы, которым ликвидируемая компания должна выплатить выходные пособия и задолженности по зарплате, а также вознаграждения по авторскому праву.
К кредиторам третьей очереди относятся бюджеты всех уровней, а также внебюджетные фонды.
К кредиторам четвёртой очереди относятся все остальные лица, перед которыми у ликвидируемой организации имеются денежные или имущественные обязательства.
Очередность погашения требований соблюдается вне зависимости от того, хватит ли денег на всех кредиторов или нет.
Если денежных средств на счетах ликвидируемой компании не хватает для удовлетворения всех требований кредиторов, ликвидационная комиссия принимает меры по их получению. В том числе и посредством продажи имущества ликвидируемой компании. Его реализация осуществляется в порядке, предусмотренном учредительными документами ликвидируемого юридического лица. Исключение составляют лишь случаи принудительной ликвидации. Там имущество продается с публичных торгов в порядке, установленном законодательством РФ.
Реализации подлежит любое принадлежащее ликвидируемой компании имущество, за исключением имущества, находящегося в залоге, арендованного имущества и личного имущества работников организации.
В случае если меры по продаже имущества не помогли, и денежных средств для удовлетворения всех требований кредиторов все равно не хватает, ликвидационная комиссия должна будет обратиться в суд с заявлением о признании юридического лица несостоятельным (банкротом). В случае удовлетворения такого заявления, дальнейшая ликвидация компании будет проходить по правилам, установленным Федеральным законом «О несостоятельности (банкротстве)». Если же суд отказал в открытии процедуры банкротства, за отсутствием денежных средств для сопровождения процедуры, то дальнейших действий ликвидации предприятия законодатель не предусмотрел.

##### Составление ликвидационного баланса
Удовлетворив все требования кредиторов, ликвидационная комиссия приступает к составлению ликвидационного баланса по унифицированной форме № 1 по ОКУД. Данный документ мало чем отличается от обычного квартального баланса. Утверждается он учредителями (участниками) ликвидируемого юридического лица и в необходимых случаях согласовывается с регистрирующим (налоговым) органом.

### Государственная регистрация в связи с ликвидацией юридического лица
Пункт 8 статьи 63 Гражданского кодекса Российской Федерации предусматривает, что моментом завершения ликвидации юридического лица считается момент внесения соответствующей записи в Единый государственный реестр юридических лиц. Именно с этой даты юридическое лицо прекращает своё существование.
Государственная регистрация в связи с ликвидацией юридического лица осуществляется на основании следующих документов:
1. Заявление о государственной регистрации в связи с ликвидацией юридического лица по форме № Р16001, утверждённой Правительством РФ. Данный документ подается в регистрирующий орган ликвидационной комиссией или ликвидатором. О порядке заполнения указанного заявления подробно написано в Методических разъяснениях по заполнению форм документов, используемых при государственной регистрации юридического лица и индивидуального предпринимателя, утв. Приказом МНС РФ от 01.11.2004 N САЭ-3-09/16@[6].
2. Ликвидационный баланс.
3. Документ, подтверждающий уплату государственной пошлины.
4. Документы, установленные подпунктами 1 — 8 пункта 2 статьи 6 и пунктом 2 статьи 11 Федерального закона «Об индивидуальном (персонифицированном) учете в системе обязательного пенсионного страхования».

Данный перечень является исчерпывающим. Требование о предоставлении иных документов: справки об отсутствии задолженности из налогового органа, о перечислении в Фонд социального страхования сумм капитализированных платежей по обязательному социальному страхованию от несчастных случаев на производстве и профессиональных заболеваний и так далее, является незаконным. В то же время, подписывая заявление о государственной регистрации юридического лица в связи с его ликвидацией, заявитель тем самым подтверждает, что все расчеты с кредиторами завершены и порядок ликвидации был соблюден.
В случае если нет оснований для отказа в государственной регистрации, налоговый орган в течение пяти рабочих дней должен внести в Единый государственный реестр юридического лица запись о ликвидации данной организации и выдать представителям ликвидированной компании свидетельство по установленной форме, а также выписку из ЕГРЮЛ.

#### Основания для отказа в регистрации в связи с ликвидацией юридического лица
Существует несколько оснований для отказа в регистрации в связи с ликвидацией юридического лица:
- Несоблюдение срока, установленного в законе, для подачи требований кредиторов. Иными словами регистрирующий (налоговый) орган откажет в регистрации в случае, если заявление об этом будет подано до истечения двухмесячного срока со дня опубликования объявления о ликвидации.
- Если не погашены все долги ликвидируемой организации.

### Дополнительные способы ликвидации
- Ликвидация путём реорганизации (слияние, поглощение, преобразование) влечёт за собой прекращение существовавшего ранее юридического лица. Но при собственно ликвидации неисполненные обязательства погашаются и не подлежат дальнейшему исполнению. При реорганизации происходит правопреемство и погашения неисполненных на момент реорганизации обязательств не происходит. Все обязательства переходят к правопреемнику, которому надлежит их исполнять наравне со своими собственными.